# 大池鎌次郎
大池 鎌次郎（おおいけ かまじろう、1869年2月7日（明治元年12月26日）- 1959年（昭和34年）5月1日）は、明治から昭和期の実業家・政治家。衆議院議員、愛知県会議長。

## 経歴
尾張国丹羽郡古知野村（愛知県丹羽郡古知野町を経て現江南市古知野町）で、代々酒造業を営む大池家当主・大池與平の息子として生まれる。
愛知県生糸製造同業組合組長、興益銀行取締役、愛知製絹社長、丹羽郡酒造家組合盛昌組組長、古知野銀行取締役などを務めた。1916年（大正5年）10月、名古屋株式取引所一般取引員となり力商店を開設した。
1893年（明治26年）以降、古知野町会議員、学務委員、学校組合議員、勧業諮問会員、丹羽郡会議員、同参事会員、同徴兵参事員、道路組合会議員などを務めた。1896年（明治29年）10月、愛知県会議員に選出された。1903年（明治36年）3月、第8回衆議院議員総選挙（愛知県郡部、立憲政友会）で当選し、衆議院議員に1期在任した。1911年（明治44年）愛知県会議員に再選され、1915年（大正4年）にも再選され、同議長を務め県会議員に通算15年在任した。

## 国政選挙歴
- 第7回衆議院議員総選挙（愛知県郡部、1902年8月、立憲政友会）落選[6]
- 第8回衆議院議員総選挙（愛知県郡部、1903年3月、立憲政友会）当選[6]
- 第9回衆議院議員総選挙（愛知県郡部、1904年3月、立憲政友会）落選[6]
- 第14回衆議院議員総選挙（愛知県第6区、1920年5月、無所属）次点落選[7]